# Микрометър (единица)
Вижте пояснителната страница за други значения на Микрометър.
Микрометърът (означение µm) е единица за дължина, производна на единицата метър. Микрометърът е равен на една милионна част от метъра (1 µm = 10–6 m). Известен е и като микрон (означаван с µ), но това наименование е остаряло – използвано е официално до 1967 г., когато Генералната конференция по мерки и теглилки (Conférence Générale des Poids et Mesures, CGPM) забранява понятието микрон да се използва съвместно с единиците от SI.
1 µm = 0,001 mm = 0,0001 cm = 0,000 001 m.

## Примери за обекти с малки размери
- 1,55 µm – дължина на вълната на светлината, използвана за предаване на информация по оптичните влакна
- 6 µm – спора на антракса
- 6 до 8 µm – диаметър на човешка червена кръвна клетка
- 7 µm – диаметър на ядрото на типична еукариотна клетка
- 7 µm – дебелина на нишката на паяжина[1]
- 1 до 10 µm – диаметър на типична бактерия
- около 10 µm – размер на капчиците на мъгла или облак
- от 1 до 1000 µm – дължина на вълната на инфрачервените лъчи
- от 60 до 250 µm – дебелина на човешки косъм